# 三半規管
三半規管（さんはんきかん、Semicircular canals）は平衡感覚（回転加速度）を司る器官であり、内耳の前庭につながっている、半円形をしたチューブ状の3つの半規管の総称である。名前はその形状と数に由来する。
ヒトを含む脊索動物のほとんどが半規管を3つ持っているため三半規管と呼ばれるが、無顎類においては半規管が2つ（ヤツメウナギ類）ないし1つ（ヌタウナギ類）であるため、「三半規管」という呼称は器官の代表的な名称としては正確ではない。以下はヒトの三半規管についての解説であるが、基本的にほぼ全ての（無顎類以外の）脊索動物に共通である。

## 構造と機能
3つの半規管、すなわち「前半規管」「後半規管」「外半規管（外側半規管、水平半規管とも）」は、それぞれがおよそ90度の角度で傾いており、X軸・Y軸・Z軸のように三次元的なあらゆる回転運動を感知することができる。なお、前半規管と後半規管は、膨大部でない方の片脚側が接合した総脚となっている。
半規管の外側は骨でできており（骨半規管）、そのすぐ内側に膜がある（膜半規管）。それぞれ内耳の骨迷路・膜迷路の一部を構成している。膜半規管の内部はリンパ液で満たされており、片方の付け根は膨大部となり内部に有毛細胞（感覚細胞）がある。その感覚毛はクプラ（膨大部頂）で結束されている。頭部が回転すると、体内にある三半規管も回転するが、内部の液体であるリンパ液は慣性によって取り残されるため、相対的には「三半規管の内部をリンパ液が流れる」ことになる。そのようにリンパ液が流れるとクプラも動き、それに付随した有毛細胞が刺激されることで、前庭神経から脳に刺激が送られ、体（頭部）の回転が感知できるしくみである。
回転が続くとリンパ液も一緒に回転してしまうので、体の回転が止まっても今度はリンパ液の回転がすぐには止まらず、誤った信号を脳へ送ることになる（“目が回る”状態）。また、水中では、耳孔内に冷たい水分が流れ込んでくるため、リンパ液の粘性が高まり、回転覚などが掴みにくくなる。その結果、場合によってはパニックに陥って上下の判断がつかなくなり、水面に出るのが困難になる。

## 機能強化
一般的に三半規管の機能は鍛錬によって強化が可能であると言われているが、それらの意見には論文などの出典が記載されていないことが多く、実際、三半規管の鍛錬による向上を研究した論文などはほとんどない為、その情報の真偽は不明である。
仮にこれを鍛えることができた場合、内耳性の病変であるメニエール病の回転性めまい、乗り物酔いなどの症状緩和にも役立つ。三半規管は鍛えることができるとした意見の機能強化の具体的な方法としては、次のようなものが挙げられる。
後ろ向きに歩く、ブランコで揺られる、回転した後に片足で立つ、首を上下前後左右斜めなどへ傾けたまま体を起動させる、マット運動での前転・後転、行く先に対して正面向き・横向き・斜めなど方向を変えて横たわった体勢から起き上がってのダッシュ、などがある。他にも多くの具体策があるが、症状改善が目的であれば病状に応じて無理のない方法で行い、スポーツ選手などにおいては可能であれば回転や各方向からの刺激に対して目を閉じるなど視覚補正が働かない条件の下で行うと、いっそう効果的であるとされている。